# جنت رولی
جنت رولی (انگلیسی: Janet Rowley؛ ۵ آوریل ۱۹۲۵ – ۱۷ دسامبر ۲۰۱۳) یک دانشمند، پژوهش‌گر و متخصص برجستهٔ ژنتیک اهل ایالات متحده آمریکا بود.
وی نخستین کسی بود که کشف کرد میان جابه‌جایی کروموزومی و بروز برخی از انواع سرطانها از جمله لوکمی ارتباطی وجود دارد.
وی همچنین برنده جوایزی همچون نشان افتخار آزادی رئیس‌جمهوری شده‌است.